# آیثورن
آیثورن (به انگلیسی: Eythorne) یک روستا و محله مدنی در بریتانیا است که در Dover واقع شده‌است. آیثورن ۲٬۵۹۴ نفر جمعیت دارد.